# Variante Beta do SARS-CoV-2
A variante 501Y.V2, também conhecida como 20H/501Y.V2 (anteriormente 20C/501Y.V2), linhagem B.1.351 ou variante Beta, é uma variante do SARS-CoV-2, o vírus que causa o COVID-19. Uma das várias variantes do SARS-CoV-2 que se acredita ser de particular importância, foi detectada pela primeira vez na área metropolitana de Nelson Mandela Bay na província de Cabo Oriental, na África do Sul, e relatada pelo departamento de saúde do país no dia 18 de dezembro de 2020.

## Variante
Investigadores e funcionários relataram que a prevalência da variante era maior entre os jovens sem problemas de saúde subjacentes e causava mais doenças graves nesses casos do que as outras variantes. O departamento de saúde da África do Sul também indicou que a variante pode estar a impulsionar a segunda onda da pandemia COVID-19 no país, já que a variante espalha-se mais rapidamente do que as outras variantes anteriores do vírus.
Os cientistas notaram que a variante é capaz de se ligar mais facilmente às células humanas devido a três mutações no domínio de ligação ao receptor (RBD) na glicoproteína de pico do vírus: N501Y (uma mudança da asparagina (N) para tirosina (Y) na posição doaminoácido 501), K417N e E484K. Duas dessas mutações, E484K e N501Y, estão dentro do motivo de ligação ao receptor (RBM) do domínio de ligação ao receptor (RBD).
A mutação N501Y também foi detectada no Reino Unido. Duas mutações encontradas em 501.V2, E484K e K417N, não são encontrados na variante britânica. Além disso, 501.V2 não tem a mutação 69-70del encontrada na outra variante.